# Anastrangalia sanguinolenta
Anastrangalia sanguinolenta је врста инсекта из реда тврдокрилаца (Coleoptera) и породице стрижибуба (Cerambycidae). Сврстана је у потпородицу Lepturinae.

## Распрострањеност
Врста је распрострањена на подручју Европе, Кавказа и Мале Азије. У Србији је честа на високим планинама.

## Опис
Глава, пронотум, ноге и антене су црне боје. Покрилца су жућкастобраон боје са црним врхом код мужјака, а потпуно црвене код женке. Антене су средње дужине. На бази пронотума је изражена попречна импресија, за разлику од врсте Anastrangalia dubia (Scopoli, 1763) где је попречна импресија слабо изражена. Дужина тела је од 9 до 14 mm.

## Биологија
Комплетан циклус развића се одвија у периоду од  2 до 3 године. Ларва се развија у трулим и влажним стаблима, пањевима и дебљим гранама четинара. Као домаћини јављају се бор и смрча. Адулти се могу срести на цвећу од маја до августа.

## Синоними
- Leptura sanguinolenta Linnaeus, 1761
- Marthaleptura sanguinolenta (Linnaeus, 1761)
- Corymbia sanguinolenta (Linnaeus, 1761)
- Leptura bonaeriensis Burmeister, 1865
- Ophiostomis bonariensis (Burmeister, 1865)
- Leptura ignita Geoffroy, 1785
- Leptura melanura Stroem, 1765 nec Linnaeus, 1758
- Leptura sandoeensis Palm, 1953
- Anastrangalia sandoeensis (Palm, 1953)